# Сербия на «Евровидении-2010»
Конкурс песни Евровидение-2010 — четвёртый европейский музыкальный конкурс, в котором Сербия принимает участие как отдельная страна.

## Национальный отбор
В конце 2009 года в Радио-Телевизији Србији, из-за финансового кризиса, был принят новый формат национального отбора на конкурс песни Евровидение-2010 — организаторы нанимают известного композитора, достигшего больших результатов в популярной музыке, который пишет несколько композиций, три из которых выходят в финал телезрительского SMS голосования.
19 января 2010 — объявлено, что композитором песни от Сербии будет Горан Брегович.
25 февраля 2010 — объявлены имена трёх исполнителей-финалистов национального отбора — Эмина Яхович, Милан Станкович и Оливер Катич (с вокальным сопровождением Елены Маркович).

### Финал
Финал национального отбора прошёл в Белграде.
| Артист                        | Песня            | Слова (сл.) / Музыка (муз.)                   | Число голосов | %     |
| ----------------------------- | ---------------- | --------------------------------------------- | ------------- | ----- |
| Эмина Яхович                  | Ти квариигро     | Горан Брегович (муз.), Марина Туцакович (сл.) | 49 706        | 38,50 |
| Милан Станкович               | Ово је Балкан    | Горан Брегович (муз.), Марина Туцакович (сл.) | 58 428        | 45,26 |
| Оливер Катич и Елена Маркович | Председниче хало | Горан Брегович (муз.), Марина Туцакович (сл.) | 20 971        | 16,24 |

Победителем национального отбора и участником Евровидения-2010 стал Милан Станкович с песней «Ово је Балкан».

## Евровидение-2010

### Полуфинал
На конкурсе Сербия впервые выступала в первом полуфинале 25 мая под номером «07».Больше всего (12) баллов на Евровидение 2010 Сербии дала  Босния и Герцеговина.

#### Голоса Сербии в первом полуфинале
| Страна               | Баллы |
| -------------------- | ----- |
| Босния и Герцеговина | 12    |
| Греция               | 10    |
| Македония            | 8     |
| Бельгия              | 7     |
| Словакия             | 6     |
| Португалия           | 5     |
| Россия               | 4     |
| Исландия             | 3     |
| Албания              | 2     |
| Молдавия             | 1     |

#### Голоса за Сербию в первом полуфинале
| Баллы | Страны                                       |
| ----- | -------------------------------------------- |
| 12    | Босния и Герцеговина, Франция                |
| 10    | Македония                                    |
| 8     | -                                            |
| 7     | Греция                                       |
| 6     | Словакия, Испания                            |
| 5     | -                                            |
| 4     | Россия, Германия                             |
| 3     | Молдавия, Латвия, Бельгия, Албания, Исландия |
| 2     | Португалия                                   |
| 1     | Эстония                                      |
| 0     | Финляндия, Польша, Мальта, Белоруссия        |
| 79    |                                              |

### Финал

#### Голоса Сербии в финале
Сербия прошла в финал конкурса
| Страна               | Баллы |
| -------------------- | ----- |
| Босния и Герцеговина | 12    |
| Греция               | 10    |
| Германия             | 8     |
| Украина              | 7     |
| Румыния              | 6     |
| Бельгия              | 5     |
| Франция              | 4     |
| Турция               | 3     |
| Португалия           | 2     |
| Армения              | 1     |

#### Голоса за Сербию в финале
| Баллы | Страны |
| ----- | --- |
| 12    | Босния и Герцеговина |
| 10    | Франция, Швейцария |
| 8     | Хорватия, Словения |
| 7     | Македония, Швеция |
| 6     | - |
| 5     | Германия |
| 4     | - |
| 3     | Албания |
| 2     | - |
| 1     | Кипр, Нидерланды |
| 0     | Армения, Азербайджан, Белоруссия, Бельгия, Болгария, Дания, Эстония, Финляндия, Грузия, Греция, Исландия, Ирландия, Израиль, Латвия, Литва, Мальта, Молдавия, Норвегия, Польша, Португалия, Румыния, Россия, Словакия, Испания, Турция, Украина, Великобритания |
| 72    | |

## Примечание
1. ↑  Како Србија бира. Дата обращения: 8 марта 2010. Архивировано из оригинала 24 марта 2010 года.
2. ↑  Бреговић компонује за «Песму Евровизије». Дата обращения: 8 марта 2010. Архивировано из оригинала 26 февраля 2010 года.
3. ↑  У финале иду Оливер Катић, Емина Јаховић и Милан Станковић (недоступная ссылка)
4. ↑  Србија бира 13. марта! Дата обращения: 8 марта 2010. Архивировано из оригинала 9 марта 2010 года.
5. ↑  Результаты голосования. Дата обращения: 13 марта 2010. Архивировано 31 марта 2010 года.
6. ↑  Милан Станковић са песмом «Ово је Балкан» путује у Осло (недоступная ссылка)